# Radzikowo (przystanek kolejowy)
Radzikowo – zlikwidowany przystanek kolei wąskotorowej (Kołobrzeska Kolej Wąskotorowa) w Radzikowie, dziś część miasta Kołobrzeg, w województwie zachodniopomorskim, w Polsce.